# Miklós Kovacsics
Miklós Kovacsics, madžarski rokometaš, * 20. april 1953, Pécs, Madžarska, † 2. februar 2005, Pécs.
Leta 1980 je na poletnih olimpijskih igrah v Moskvi v sestavi madžarske rokometne reprezentance osvojil 4. mesto.